# Selja (Leisi)
Selja – wieś w Estonii, w prowincji Sarema, w gminie Leisi.